# Докучаев, Василий Васильевич
Васи́лий Васи́льевич Докуча́ев (17 февраля (1 марта) 1846, село Милюково, Сычёвский уезд, Смоленская губерния, Российская империя — 26 октября (8 ноября) 1903, Санкт-Петербург, Российская империя) — русский геолог и почвовед, профессор минералогии и кристаллографии Санкт-Петербургского университета (1884—1897), директор Ново-Александрийского института сельского хозяйства и лесоводства (1892—1895).
Известен как основоположник школы научного почвоведения и географии почв. Создал учение о почве как о самостоятельном природном теле, открыл основные закономерности генезиса и распространения почв (природная зональность).

## Биография
Родился 17 февраля (1 марта) 1846 года в селе Милюково Сычёвского уезда Смоленской губернии (ныне Новодугинский район Смоленской области) в семье священника Василия Сергеевича Докучаева и Пелагеи Трофимовны.
В семье было четыре сестры и два старших брата: Никифор и Тимофей (1842—1899) — преподаватель педагогики, русского языка и словесности.

### Образование
В. В. Докучаев получил начальное образование в Уездном духовном училище города Вязьма.
С сентября 1861 года учился в Смоленской семинарии. Окончил её в 1867 г. первым учеником, и был направлен в Санкт-Петербургскую духовную академию. Там он проучился лишь три недели. В это время он посещал публичные лекции по естествознанию, которые давали ведущие профессора Санкт-Петербурга и увлёкся наукой.
18 (30) сентября 1867 В. В. Докучаев написал прошение ректору Санкт-Петербургского университета о зачислении его на Естественное отделение физико-математического факультета Петербургского университета, куда был зачислен 28 сентября. Первый год ему было позволено начать обучаться бесплатно, а с 1869 г. выплачивалась стипендия (300 руб./год). В. В. Докучаеву самостоятельно пришлось изучить многие новые дисциплины, не преподававшиеся в семинарии. Особые трудности были с французским языком, так как в семинарии обучали только «мёртвым языкам» (греческий, латынь, древнееврейский). С 3 курса он получил должность репетитора в семье своего университетского товарища Григория Гагарина (1850—1918), сына князя Г. Г. Гагарина.
Диплом об окончании Университета он получил 16 (28) октября 1871.
Из профессоров на В. В. Докучаева наибольшее влияние оказали геологи (в порядке хронологии) П. А. Пузыревский, А. А. Иностранцев, а также агроном А. В. Советов, химик Д. И. Менделеев и ботаник А. Н. Бекетов.

### Геологические исследования
Любовь к геологии В. В. Докучаеву привил профессор минералогии П. А. Пузыревский, увлекший его остроумными лекциями и беседами. Он посоветовал своему студенту на летних каникулах «походить по речке, записывать всё, что на ней увидит, и привезти образцы». Собранные материалы помог правильно интерпретировать опытный петрограф А. А. Иностранцев. Результатом экскурсии стала защита В. В. Докучаевым в октябре 1871 г. дипломной работы по теме «О наносных образованиях по речке Касне Сычёвского уезда Смоленской губернии» и получение университетского диплома.
Окончив университет, Докучаев был оставлен на Естественном факультете в качестве консерватора (хранителя) минералогической коллекции и занимал эту должность с 1872 по 1878 год. Затем он был избран доцентом и профессором (1883) минералогии. Там его учеником был П. А. Соломин. В продолжение многих лет Докучаев преподавал минералогию в Институте гражданских инженеров.
Дал характеристику геологическим работам В. В. Докучаева среди которых есть петрографическая работа и все его крупные исследования посвящённые современным геологическим процессам, типам отложений и их происхождению.
Учёная деятельность Докучаева в период до 1878 года посвящена, главным образом, исследованию новейших четвертичных образований (наносов) и почв Европейской России. С 1871 по 1877 годы он совершил ряд экспедиций по северной и центральной России и южной части Финляндии с целью изучения геологического строения, способа и времени образования речных долин и геологической деятельности рек. В 1878 году он защитил магистерскую диссертацию «Способы происхождения речных долин Европейской России», в которой изложил оригинальную теорию образования речных долин путём постепенного развития процессов линейной эрозии.
В. И. Вернадский вспоминал о своём учителе:

«По складу своего ума Докучаев был одарен совершенно исключительной пластичностью воображения; по немногим деталям пейзажа он схватывал и рисовал целое в необычайно блестящей и ясной форме. Каждый, кто имел случай начинать свои наблюдения в поле под его руководством, несомненно, испытывал то же самое чувство удивления, какое помню и я, когда под его объяснениями мёртвый и молчаливый рельеф вдруг оживлялся и давал многочисленные и ясные указания на генезис и на характер геологических процессов, совершающихся в скрытых его глубинах»
А. П. Павлов показал, что основные выводы В. В. Докучаева по истории образования среднерусских речных долин из озёрных систем сложились в 1875 г., через три года были обобщены в магистерской диссертации. Важно то, что данные В. В. Докучаева основаны на обширных наблюдениях и фактах, что положило конец многочисленным теориям и предоставило надёжную почву для дальнейших исследований. А. П. Павлов прослеживает эволюцию взглядов В. В. Докучаева на происхождение северных валунных и песчаных отложений, а также лёсса и лёссовидных пород.

### Создание почвоведения
Почвы до В. В. Докучаева изучались как верхний слой новейших геологических отложений (их тогда называли послетретичными или потретичными отложениями, то есть современные Четвертичная геология и Динамическая геология).
При разработке новых методов оценки возраста современных геологических отложений у В. В. Докучаева возник особый интерес и к почвам. 14 декабря 1874 года он сделал свой первый доклад, полностью посвящённый почвам, на заседании Санкт-Петербургского общества естествоиспытателей: «О подзоле Смоленской губернии».
В 1875 году Докучаев был приглашён В. И. Чаславским к составлению, по анкетным данным, почвенной карты Европейской России. В 1878 Чаславский скончался, поэтому пояснительную записку к карте в 1879 году составил В. В. Докучаев. В том же году он выступает с идеей создания почвенного музея с лабораторией при нём.
В Императорском вольном экономическом обществе (ВЭО) уже с 1840-х годов поднимался вопрос об изучении чернозёмов, но лишь после реформ Александра II, начала развития в России капитализма и появления первых признаков истощения степных почв (засухи 1873 и 1875 годов), в этой области были сделаны первые шаги. В 1876 году А. В. Советов и М. Н. Богданов убедили ВЭО в необходимости глубокого изучения чернозёмов. Советов подключил к работе Докучаева. В 1877 году Докучаев выступил перед ВЭО с докладом «Итоги о русском чернозёме», где критически анализировал отрывочные данные о чернозёмах, опубликованные к этому времени, теории его происхождения (морскую, болотную, растительно-наземную), после чего предложил план будущих специальных исследований. Другая программа была представлена П. А. Костычевым. ВЭО, однако, отдало предпочтение Докучаеву и поручило ему руководство «чернозёмной комиссией».
В летние сезоны с 1877 по 1881 годов В. В. Докучаев совершал поездки по чернозёмной зоне Европейской России. В 1878 году ему помогал П. С. Соломин. Помимо описания геологических обнажений и почвенных разрезов, производились лабораторные анализы образцов, в которых принимали участие К. Шмидт, П. А. Костычев и студенты Петербургского университета Н. М. Сибирцев, П. А. Земятченский, А. Р. Ферхмин и другие.
В 1883 году вышло сочинение Докучаева «Русский чернозём», в котором детально рассмотрены область распространения, способ происхождения, химический состав чернозёма, принципы классификации и методы исследования этой почвы. В нём было предложено определение почвы как особого природного минерально-органического образования, а не любых поверхностных наносов (концепция агрогеологии) или пахотных слоёв (агрономия). Те или иные почвы являются результатом совокупного действия следующих агентов: живого мира, материнской породы, климата, рельефа и времени. Для классификации почв, равно как для их рационального использования, необходимо исходить из её происхождения (генезиса), а не петрографического, химического или гранулометрического состава. В своей книге Докучаев обратился и к причинам роста частоты и ущерба от засух, называя среди них отсутствие надлежащих способов обработки почв, севооборотов, мер по сохранению влаги, распылении зернистой структуры чернозёмов, ухудшении водного и воздушного режимов, эрозии. За эту работу Докучаев был удостоен Санкт-Петербургским университетом учёной степени доктора минералогии и геогнозии. От Вольного экономического общества получил особую благодарность, а от Академии наук — полную Макарьевскую премию (1885). «Русский чернозём» подвергся критике со стороны П. А. Костычева: он считал слишком незначительным число образцов, которые были проанализированы для доказательства зависимости свойств чернозёма от климатических факторов.
В 1904 году было высказано мнение о том, что В. В. Докучаев — «отец русского почвоведения» и «основатель школы русских почвоведов».

### Организатор комплексных исследований

#### Нижегородская экспедиция
В 1882 году Докучаев принял предложение нижегородского губернского земства произвести, с целью более правильной оценки земель, полное исследование губернии в геологическом, почвенном и вообще естественно-историческом отношениях с помощью подготовленных им специалистов. Эта работа была закончена под руководством Докучаева за шесть лет, её результатом явились 14 выпусков «Материалов по оценке земель Нижегородской губернии» (по одному на каждый уезд губернии), с почвенной и геологической картой. К работам были привлечены ученики В. В. Докучаева: Н. М. Сибирцев, П. А. Земятченский, А. Р. Ферхмин, А. Н. Краснов, В. П. Амалицкий, Ф. Ю. Левинсон-Лессинг, П. Ф. Бараков и другие.
В этой экспедиции была создана и отработана методика составления почвенных карт, разработана генетическая классификация почв с четырьмя крупными классами сухопутно-растительных, сухопутно-болотистых, болотных и пойменных почв, усовершенствован метод бонитировки, проверена и расширена на северные почвы докучаевская концепция генетического почвоведения.

#### Полтавская экспедиция
По приглашению губернского земства Докучаев исследовал в 1888—1894 годах Полтавскую губернию, издав результаты работ в 16 томах. В Полтавской экспедиции принимали участие также новые ученики Докучаева: В. И. Вернадский, Г. Н. Высоцкий, К. Д. Глинка, П. В. Отоцкий, Н. П. Адамов, Г. И. Танфильев и др. В это время были впервые выделены и описаны серые лесные почвы, начато исследование солонцов.
Как в Нижегородской губернии, так и в Полтавской губерниях В. В. Докучаев редактировал труды экспедиций и организовал первые земские естественно-исторические (краеведческие) музеи. При жизни Докучаева его ученики провели подобные комплексные почвенно-оценочные работы в 12 российских губерниях.

#### Особая степная экспедиция
Во время оценочных экспедиций В. В. Докучаев в 1888 году познакомился с А. А. Измаильским, специалистом по водному режиму почв и степному земледелию. Через год после масштабной засухи 1891 года Докучаев издал книгу «Наши степи прежде и теперь», где предложил план охраны чернозёмов, включавший регулирование оврагов и балок, меры по защите почв от смыва, создание лесополос, искусственное орошение, поддержание определённого соотношения между пашней, лугом и лесом.
22 мая 1892 года по предложению В. В. Докучаева, при поддержке министра государственных имуществ М. Н. Островского, будущего министра земледелия и государственных имуществ А. С. Ермолова, директора Лесного департамента Е. С. Писарева была создана Особая экспедиция по испытанию и учёту различных способов и приемов лесного и водного хозяйства в степях России. Вместе с В. В. Докучаевым в работах участвовали Н. М. Сибирцев, П. А. Земятченский, Г. Н. Высоцкий, Г. И. Танфильев, К. Д. Глинка, П. В. Отоцкий, Н. П. Адамов.
Отработка методов защиты почв проводилась на трёх участках:
- Каменная степь, Хреновский бор и Шипов лес (Воронежская область) (в 1911 году здесь была основана опытная станция имени Докучаева, ныне Научно-исследовательский институт сельского хозяйства Центрально-Чернозёмной полосы имени В. В. Докучаева),
- Старобельский массив «бурьянной степи»,
- Велико-Анадольский участок.

Был достигнут значительный эффект, однако вложения год от года сокращались, и в 1897 году работы вовсе прекратились. Последний том отчётов был опубликован в 1898 году.

#### Исследование Санкт-Петербурга и его окрестностей
Последнее начатое В. В. Докучаевым комплексное исследование касалось Санкт-Петербурга и его окрестностей. Он обосновал его необходимость на 8 Съезде русских естествоиспытателей и врачей, его поддержал столичный градоначальник. C 1894 года он редактирует Труды Невской комиссии. К 1900 году В. В. Докучаев привлёк к проекту важных учёных и общественных деятелей, 200 специалистов готовы были работать даже без вознаграждения. В марте 1900 года проект был одобрен в городской управе, распорядителем средств назначили В. В. Докучаева. Однако, через месяц общество естествоиспытателей под руководством и. о. президента А. А. Иностранцева реорганизовало Невскую комиссию, сократило программу работ, и избрало В. В. Докучаева рядовым членом от Отделения геологии и минералогии. Возмущённый В. В. Докучаев покинул комиссию, что привело к развалу всего проекта и усугубило его нервное расстройство и депрессию.

#### Исследование Москвы и её окрестностей
В. В. Докучаев планировал проведение исследование Москвы и её окрестностей, о чём должен был сделать доклад в Москве на заседании МОИП, однако финансирования для осуществления этих работ не нашёл. Доклад им не был сделан, текст его пока неизвестен.

### Преподавательская деятельность
С 1878 года В. В. Докучаев преподавал минералогию и геогнозию в Институте гражданских инженеров, а также читал лекции по географии в частном женском пансионе.
С 1879 года В. В. Докучаев читал лекции по курсам минералогии и кристаллографии в Санкт-Петербургском университете. Одновременно он открыл первый специальный курс о «потретичных образованиях» (четвертичных) и почвах в том числе.
Физико-математический факультет Санкт-Петербургского университета, Естественный разряд, Кафедра минералогии:
- 1879—1881 — Приват-доцент минералогии
- 1881—1884 — Доцент минералогии
- 1884—1886 — Экстраординарный профессор минералогии
- 1886—1897 — Ординарный профессор минералогии

В. И. Вернадский вспоминает:

Профессор минералогии В. В. Докучаев был чужд той отрасли знания, преподавать которую ему пришлось по случайности судьбы… Его привлекали вопросы орографии, новейших ледниковых и элювиальных отложений, и от них он перешёл к самому поверхностному покрову, к почве…
В лекциях В. В. Докучаев особое внимание было обращал на динамическую (генетическую) сторону минералогии, и это отличало их от курсов, читавшихся в России и за границей.
- 1892—1895 — Директор Института сельского хозяйства и лесоводства в Новой Александрии, с сохранением содержания и должности профессора Санкт-Петербургского университета.

В 1897 году после 25 лет «учебной службы при Университете» он вышел на пенсию по здоровью в возрасте 51 года.

### Организаторская деятельность
В 1885—1891 В. В. Докучаев был секретарём Санкт-Петербургского общества естествоиспытателей.
По инициативе и при содействии В. В. Докучаева в 1888 году была основана Почвенная комиссия при Вольном экономическом обществе, в которой он состоял председателем 10 лет. Это была первая организация почвоведов.
В 1889 году была создана комиссия под председательством В. В. Докучаева для всестороннего научного исследования Санкт-Петербурга и его окрестностей.
В 1889—1890 В. В. Докучаев был Секретарём, Делопроизводителем Распорядительного комитета и Председателем Бюро VIII съезда русских естествоиспытателей и врачей в Санкт-Петербурге.
В 1895 году Докучаев организовал Бюро по почвоведению при Учёном комитете Министерства земледелия и государственных имуществ, получено согласие на подготовку новой почвенной карты (закончена в 1900 году Н. М. Сибирцевым, А. Р. Ферхманом и Г. И. Танфильевым).
В июне 1889 года он, с помощью В. И. Вернадского, проходившего стажировку в Париже, организовал демонстрацию на Всемирной выставке в Париже почвенной коллекции, карт и научных работ. За это Отделу русских почв выставки была присуждена золотая медаль, а Докучаеву лично вручён — орден «За заслуги по земледелию».
В 1892—1895 годах Докучаев временно исполнял обязанности директора Ново-Александрийского института сельского хозяйства и лесоводства и руководил преобразованием его в высшее сельскохозяйственное и лесное учебное заведение. В 1894 году он добился организации в нём первой кафедры генетического почвоведения, заведующим которой стал Н. М. Сибирцев.
В 1894—1900 годах руководил Невской комиссией по комплексному изучению Санкт-Петербурга и его окрестностей.
Редактор многочисленных научных трудов и сборников.

### Последние годы жизни
Перегрузка, разъезды, споры с оппонентами и борьба с бюрократией подорвали здоровье В. В. Докучаева и привели к нервному истощению. Летом 1895 года он был вынужден уехать в отпуск в Крым. Ещё не окрепнув он возвратился в Санкт-Петербургский университет, где работал над новой классификацией почв. Осенью и зимой 1896—1897 годов случается второй приступ нервного расстройства. Летом 1897 года его мучают головные боли, ослабление чувств и памяти. В феврале того же года от рака скончалась его жена и верный помощник Анна Егоровна.
Лишь осенью 1897 Докучаев смог вернуться к работе. В это время Докучаев проводит экспедиции на Кавказ, в Бессарабию и Среднюю Азию. В 1899 году он публикует статью «О зональности в минеральном царстве» и брошюру «К учению о зонах природы», в которых, основываясь на установленной зависимости почв от факторов их формирования, распространяет закон зональности, открытый для животного и растительного мира ещё А. фон Гумбольдтом, на почвы и вообще «все четвертичные образования». Им была также задумана книга «О соотношении между живой и мёртвой природой», для которой он успел написать лишь главу «Место и роль современного почвоведения в науке и жизни».
В 1900 году Докучаева настигает третий приступ болезни. Осенью он практически прекращает всякую связь с внешним миром, хотя в сентябре планировал выступление в Москве (МОИП). 30 марта 1901 года он пишет последнее письмо своему ученику В. И. Вернадскому.
Василий Васильевич Докучаев скончался 26 октября (8 ноября) 1903 после продолжительной болезни. Похороны состоялись 29 октября (11 ноября) 1903, на них присутствовали А. П. Карпинский, Д. И. Менделеев, А. А. Иностранцев, многочисленные друзья и ученики Докучаева, студенты, делегаты от многих учебных заведений. Он похоронен рядом с супругой на Смоленском лютеранском кладбище (участок № 7, рядом с центральным входом) в Санкт-Петербурге.
К. Д. Глинка вспоминал в 1904 году:

29 октября мы опустили в могилу прах В. В., отдали почве его тело, но его дух останется навсегда в научных летописях о почве, его заветы долго будут руководить почвенными работами русских исследователей, его энергия и горячая любовь к делу будут постоянно служить предметом удивления его последователей. 

## Семья
- Жена — Анна Егоровна Докучаева, урождённая Синклер (10 ноября 1848 — 2 февраля 1897)[8][37].

## Распространение и значение идей Докучаева
Докучаев воспитал множество учеников, ставших впоследствии известными исследователями, создал русскую школу почвоведов. Его идеи начали распространяться в Европе и США благодаря участию во Всемирных выставках: Всемирная выставка (1889) в (Париже — Всемирная выставка (1893) в Чикаго — Всемирная выставка (1893), Всемирная выставка (1900) в Париже, на которых были представлены коллекции почв и почвенные карты.
На выставке в Чикаго продавался английский перевод книги «Наши степи прежде и теперь». На Всемирной выставке 1900 года в Париже русский отдел почвоведения за почвенные карты и коллекции получил высшую награду гран-при, а составители Почвенной карты Европейской России (ученики Докучаева — Н. М. Сибирцев, Г. И. Танфильев и А. Р. Ферхмин) получили золотые медали.
В 1886 году Э. Брюкнер в статье о чернозёме анализировал концепцию Докучаева и назвал её «новым словом в науке». Взгляды Докучаева на рубеже веков принял Э. Раманн, однако полностью от агрогеологических воззрений не отошёл.
Особую роль в распространении идей В. В. Докучаева сыграл отечественный журнал «Почвоведение» и его ученик К. Д. Глинка. Его учебник «Почвоведение» был переведён на немецкий и английский языки.
Мировое признание заслуг В. В. Докучаева началось после агрогеологических конференций 1909 (Будапешт) и 1910 (Стокгольм) годов, агропедологической конференции 1922 года в Праге и, в особенности, международных конгрессов почвоведов в Вашингтоне (1927) и Ленинграде (1930).
В России некоторое ослабление позиций докучаевской школы наметилось в 1910-е годы (работы Б. Б. Полынова), но после интенсивных дискуссий среди почвоведов докучаевские взгляды возобладали.
В. И. Вернадский ставил своего учителя В. В. Докучаева в ряд величайших учёных 19 века:

«Максвелл, Лавуазье, Ампер, Фарадей, Дарвин, Докучаев, Менделеев и многие другие охватывали огромные научные выявления, творчески создаваемые в полном сознании их основного значения для жизни, но неожиданные для их современников».

## Членство в организациях и комиссиях
- C 25 марта 1872 г. Санкт-Петербургское общество естествоиспытателей:
  - 1874—1885 — Секретарь отделения геологии и минералогии
  - 1885—1891 — Секретарь всего Общества
- С 1873 г. Санкт-Петербургское минералогическое общество
- Вольное экономическое общество:
  - С 1877 — Чернозёмная комиссия
  - 1888—1899 — Почвенная комиссия (организовал 23 марта 1888 г.[44] и возглавил, утверждена 29 апр.)
  - Статистическая комиссия при Обществе
- Русская группа «Комиссии по унификации геологических обозначений», подкомиссия по выработке единой геологической терминологии для 2-й сессии МГК, 1881 г.
- Геологический комитет, с момента его основания в 1882 г.
- Императорское Русское Географическое Общество
- Варшавское общество естествоиспытателей
- Почётный член Совета Ново-Александрийского института сельского хозяйства и лесоводства
- Московское общество испытателей природы
- Московское общество сельского хозяйства
- Бельгийское общество геологии в Брюсселе (1890—1896)
- Невская комиссия для детального физико-географического, естественно-исторического, сельскохозяйственного, гигиенического и ветеринарного исследования Санкт-Петербурга и его окрестностей (1894—1900).
- Член Учебного комитета Министерства земледелия и государственных имуществ (1895—1897)
- Представитель Министерства народного просвещения в особом совещании при Департаменте земледелия

## Награды, премии и чины
Извлечение из формулярного списка о службе ординарного профессора С.-Петербургского университета В. В. Докучаева Даты даны по старому стилю.
Награды
- 1875 — Золотая медаль за Почвенную карту Европейской России созданную под руководством В. И. Чаславского, на II Международном географическом конгрессе в Париже[46].
- 1882 — Диплом I степени Всероссийской выставки в Москве.
- 1884 — Орден Святого Станислава III степени (30 ноября).
- 1888 — Орден Святого Станислава II степени (28 декабря).
- 1889 — Золотая медаль российской экспозиции на Всемирной выставке в Париже.
- 1889 — Кавалер ордена «За заслуги по земледелию» (Chevalier du mérite agricole) на Всемирной выставке в Париже[47].
- 1894 — Орден Святой Анны 2 степени (1 января).
- 1896 — Диплом I разряда Всероссийской выставки в Нижнем Новгороде.
- 1900 — Grand prix Всемирной выставке в Париже.

Премии
- 1885 — полная Макарьевская премия Императорский Санкт-Петербургской академии наук[48]

Гражданские чины
По табели о рангах у В. В. Докучаеву были присвоены чины:
- 1873 — Коллежский секретарь
- 1879 — Титулярный советник
- 1879 — Коллежский асессор
- 1882 — Надворный советник
- 1884 — Коллежский советник
- 1886 — Статский советник со старшинством
- 1891 — Действительный статский советник — вне правил, за отличие
- 1897 — Уволен, согласно прошению, от должности и службы по болезни, с мундиром занимаемой должности (18 сент.)

## Адреса, связанные с В. В. Докучаевым
Санкт-Петербург
- Университетская набережная дом 7 — Физико-математический факультет Санкт-Петербургского университета — учился и 25 лет проработал В. В. Докучаев
- Церковная улица дом 25 — жил последние годы и скончался В. В. Докучаев.

Царское село
- [уточнить]

Москва
- [уточнить]

## Память о В. В. Докучаеве
В честь В. В. Докучаева были названы:
Географические и космические названия
- Ледник Докучаева в Антарктиде. Открыт САЭ в 1961 году, назван в 1966 году.
- Кратер Докучаева — ударный кратер на Марсе[49].

Минералы
- Докучаевит — описан учёными Санкт-Петербургского государственного университета на Камчатке[50][51].

Населённые пункты
- Город Докучаевск в Донецкой области.
- Село Докучаево в Тимирязевском районе Северо-Казахстанской области.
- Село Докучаево в Красногвардейском районе Крыма.
- Село Докучаево в Кропивницком районе Кировоградской области.
- Деревня Докучаево в Кильмезском районе Кировской области.
- Деревня Докучаево в Лукояновском районе Нижегородской области.
- Деревня Докучаево в Пеновском районе Тверской области.
- Посёлок Докучаево в Нестеровском районе Калининградской области.

Улицы
Памятники
- Памятник В. В. Докучаеву на его родине в райцентре Новодугино (Смоленская область) у входа в Новодугинский историко-краеведческий музей, носящий его имя. Скульптор Л. П. Даниленкова.
- Памятник В. В. Докучаеву в городе Докучаевск.
- Решением Смоленского облисполкома № 358 от 11.06.1974 церковь святого Николая (1760 — середина XIX века) в селе Милюково Новодугинского района Смоленской области, в которой служил священником отец учёного, был крещён сам Василий Докучаев и его родные братья и сестры, объявлена государственным памятником архитектуры регионального значения. Однако в настоящее время Никольский храм в Милюкове сильно повреждён и нуждается в ремонте.
- Памятная доска в городе Вязьме на доме № 54 по улице Докучаева, в том месте, где в середине XIX века он учился в Вяземском уездном духовном училище(здание училища не сохранилось).
- В городе Смоленске на доме № 27 по улице Маршала Жукова в память об обучении В. В. Докучаева в Смоленской духовной семинарии в 1861—1867 годах установлена памятная доска.
- Памятник В. В. Докучаеву возле комплекса зданий Государственного аграрного университета в городе Пушкине. Открыт в 1962 году, скульптор И. В. Крестовский[52].
- Памятник у Главного корпуса МГУ на Воробьёвых горах.
- В Музее землеведения МГУ (на 25 этаже Главного здания) установлен бюст В. В. Докучева[53].

Институты
- Почвенный институт имени В. В. Докучаева
- Научно-исследовательский институт сельского хозяйства имени В. В. Докучаева (Каменная степь Воронежской области).
- Харьковский национальный аграрный университет.

Музеи
- Почвенный музей имени В. В. Докучаева при Императорском Вольном экономическом обществе (Организован в 1902 году)[54], ставший Центральный музей почвоведения им. В. В. Докучаева
- Новодугинский краеведческий музей имени В. В. Докучаева

Научные общества и прочее
- Докучаевский почвенный комитет
- Докучаевское общество почвоведов
- Докучаевская школа почвоведения

Награды
- В марте 1946 года в связи со 100-летием со дня рождения учреждены золотая медаль и премия имени В. В. Докучаева, присуждавшиеся Президиумом АН СССР за выдающиеся научные работы в области почвоведения[55].
- Высшая награда Международного союза почвоведов (IUSS) — Dokuchaev Basic Soil Science Award.

Филателия
- В 1949 году были выпущены почтовые марки СССР, посвящённые Докучаеву.

- Почтовая марка
- Почтовая марка
- Мемориальная доска на улице Маршала Жукова в Смоленске